# 大博登
大博登是德国石勒苏益格－荷尔斯泰因州的一个市镇。总面积2.70平方公里，总人口197人，其中男性103人，女性94人（2011年12月31日），人口密度73人/平方公里。